# Fábulas de Esopo

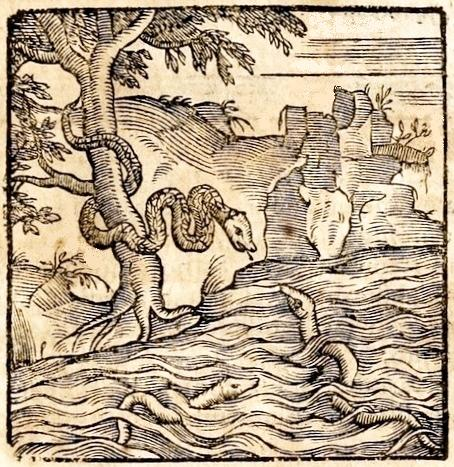
Ilustración de la anguila y la serpiente.

Las fábulas de Esopo son un conjunto de fábulas en prosa atribuidas a Esopo, escritor griego que vivió entre el final del siglo VII a. C. y el principio del siglo VI a. C. Probablemente era originario de la región de Frígia.
Dentro de las fábulas de Esopo se incluyen aquellas a él atribuidas y un grupo de historias que circulaban antes de él de manera oral y con las mismas características.

## Origen

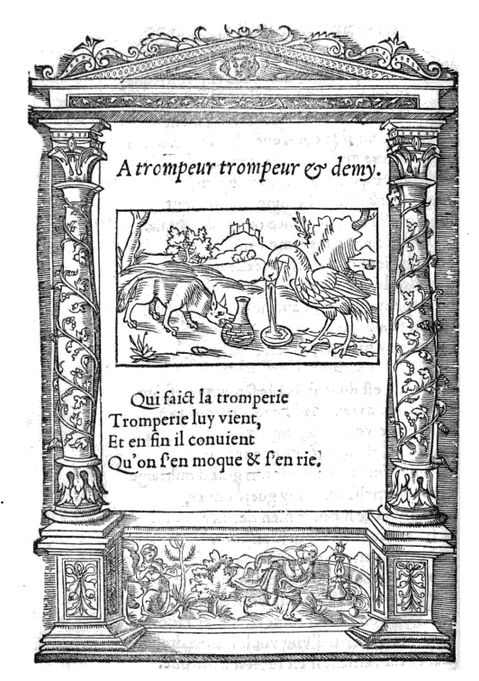
Traducción francesa de 1542 por Gilles Corrozet

La primera compilación de las fábulas de Esopo, históricamente atestiguada, fue hecha por Demetrio de Falero al siglo IV a. C., más de doscientos años después de la muerte de Esopo. Esta compilación se perdió, pero generó el nacimiento de innumerables versiones. La más importante es la compilación llamada Augustana, que cuenta con más de 500 fábulas, todas en prosa. Chambry, en su edición crítica de esta compilación, recogió 358 fábulas. Algunas son muy populares, como:
- La cigarra y la hormiga
- El pastor mentiroso
- El Lobo y el Cordero
- La Tortuga y la Liebre
- El Lobo y el Perro
- El Lobo y la Garza
- La Rata de Campo y la Rata de Ciudad
- El Cuervo y el Zorro
- El Zorro y las Uvas.[2]

## Un éxito duradero

Aesopus moralisatus, 1485

Las fábulas de Esopo han inspirado a muchos autores que han perfeccionado el género durante 2500 años, entre ellos:
- Fedro, fabulista latino del siglo I
- Babrio, fabulista romano de lengua griega de los siglos II y III
- Avianus, poeta latino del siglo IV
- Yalal ad-Din Rumi, místico y poeta persa del siglo XIII
- María de Francia, poetisa del siglo XII
- Jean de La Fontaine en el siglo XVII
- Es una de las primeras obras literarias europeas que fue impresa en Japón, a finales del  siglo XVI.[3] Otra traducción al japonés, las fábulas de Isoho, fue realizada en el siglo XVII

## Efecto Esopo
Del mismo modo que en la fábula de Esopo, la gente clama «Que viene el lobo» (sobre todo los que quieren alertar a alguien) y los no crédulos no escuchan a los que lo hacen. En el caso contrario, este efecto de manipulabilidad de las creencias fue llamado "efecto Esopo" por el sociólogo Gérald Bronne.